# Third
Third (с англ. — «Третий») — третий студийный альбом британского коллектива Portishead, изданный в апреле 2008 года на лейблах Island Records (в Англии) и Mercury Records (в США). Диск стал первым выпущенным у группы с 1998 года. Альбом попал на первые строчки хит-парадов во всём мире, в UK Album Chart он достиг второго места, в Billboard 200 — седьмого места, став самым успешным дебютом Portishead в чартах США: было продано 53 000 копий.

## Об альбоме
Portishead самостоятельно спродюсировали Third в своей студии в Бристоле. Многие песни существовали годами в виде набросков, участники обменивались записями и добавляли идеи. К 2006 году Portishead подготовили шесть или семь треков. Джефф Барроу отметил, что бо́льшая часть записи была сделана во время «рывка» в конце 2007 года.
Желая отойти от популяризированного ими трип-хопового звучания, Portishead избегали использования инструментов, которые они использовали раньше; Барроу сказал, что «главным было звучать как мы сами, а не повторяться». Участники группы экспериментировали с обменом ролями: Барроу играл на басу, а вокалистка Бет Гиббонс играла на гитаре в «Threads». По словам Эдриана Атли, Portishead стремились к минимализму в звуке и исполнении: «Мы искали ограниченное звучание инструментов… и минимальную игру. Долгие годы я стремился к виртуозности, изучал гаммы и гармонию, учился импровизировать на их основе, но теперь техника больше не имеет для меня значения».

## Список композиций
1. «Silence» (Тишина) — 5:00
2. «Hunter» (Охотник) — 3:58
3. «Nylon Smile» (Нейлоновая улыбка) — 3:20
4. «The Rip» (Разрыв) — 4:30
5. «Plastic» (Пластиковый) — 3:30
6. «We Carry On» (Мы продолжаем) — 6:27
7. «Deep Water» (Глубокие воды) — 1:33
8. «Machine Gun» (Пулемёт) (Barrow/Gibbons) — 4:46
9. «Small» (Ничтожная) — 6:47
10. «Magic Doors» (Волшебные двери) (Barrow/Gibbons/John Baggot) — 3:32
11. «Threads» (Нити) — 5:47

## Позиции в чартах
| Страна (2008)           | Позиция |
| ----------------------- | ------- |
| UK Albums Chart         | 2       |
| U.S. Billboard 200      | 7       |
| Canadian Album Chart    | 3       |
| Australian Album Chart  | 9       |
| New Zealand Album Chart | 9       |
| Finnish Album Chart     | 9       |
| Italian Album Chart     | 8       |
| Swedish Album Chart     | 18      |
| Austrian Album Chart    | 4       |
| Swiss Album Chart       | 2       |
| French Album Chart      | 3       |
| Dutch Album Chart       | 8       |
| Norwegian Album Chart   | 6       |
| Portuguese Album Chart  | 5       |
| Spanish Album Chart     | 16      |
| Danish Album Chart      | 2       |
| United World Chart      | 2       |